# Maurizio Gribaudi
Maurizio Gribaudi (* 9. Juli 1951 in Turin) ist ein italienischer Historiker und Hochschullehrer in Paris.

## Werdegang
Maurizio Gribaudi begann 1971 das Bachelorstudium der klassischen antiken Sprachen an der Universität Turin, welches er 1976 mit Summa Cum Laude abschloss. 1981 folgte der Masterabschluss in Geschichte und Zivilisation an der École des Hautes Etudes en Sciences Sociales in Paris, wo er anschließend auch seine Dissertation schrieb. Seit 1995 ist Gribaudi Studiendirektor an dieser Hochschule.
Zwischen 2008 und 2013 war er Direktionsmitglied der Zeitschrift Quaderni Storici, welche mikrogeschichtliche Themen behandelt. 2014 wurde er Mitglied des wissenschaftlichen Komitees der Città & Storia. Er ist außerdem Co-Leiter des Geomatik- und Geschichtsprojekts Le Massif Central vu par les Cassini und der Forschungsgruppe GeoHistoricalData.
Seine Forschungsschwerpunkte sind mit der Analyse sozialer Netzwerke und kultureller Praktiken verbunden. Sein erstes Buch befasste sich mit der Arbeiterklasse des industriellen Turins zu Beginn des 20. Jahrhunderts. Gribaudi nahm außerdem an zahlreichen Konferenzen teil.

## Veröffentlichungen (Auswahl)

### Bücher
- Mondo operaio e mito operaio. Spazi e percorsi sociali a Torino nel primo novecento, Turin, 1987
- Espaces, temporalités, stratifications - Exercices sur les réseaux sociaux, Paris, 1998
- mit Michèle Riot-Sarcey: 1848 – la révolution oubliée,  Éditions La Découverte, Paris, 2008
- Paris, ville ouvrière – une histoire occulté. 1789-1848, Éditions La Découverte, Paris, 2014

### Schriften
- mit Filippo Benfante: Louis Ménard, Prologue d’une révolution, Paris, 1849, Éditions La fabrique, Paris, 2007.
- Morphogenèse urbaine et pratiques sociales - formes urbaines et modèles de démocratie sociale dans le Paris de la première moitié du XIXe siècle. In: Collectif, Morphogenèse et dyamiques urbaines. PUCA, Paris, 2015.
- mit Julien Perret, Marc Barthelemy: Roads and cities of 18th century France. In: Nature, Scientific Data. Nr. 2, 2015.
- Continuité et changements dans l’évolution d’une ville. Notes et questions sur le Paris de la première moitié du xIxe siècle. In: Transversalités, Revue de l’Institut Catholique de Paris. Nr. 134, 2015
- Les cours parisiennes au XIXe siècle. In: collectif, Fenêtres sur cours. Lienart, Toulouse, 2017.
- mit Cura Rémi, Dumenieu Bertrand, Abadie Nathalie, Costes Benoit, Perret Julien: Historical collaborative geocoding. arXiv:1703.07138 [cs], 21 mars 2017.
- La carta di Cassini : strade e paesaggi francesi del XVIII secolo. In: Quaderni Storici. Nr. 2, août 2018